# Entente internationale anticommuniste

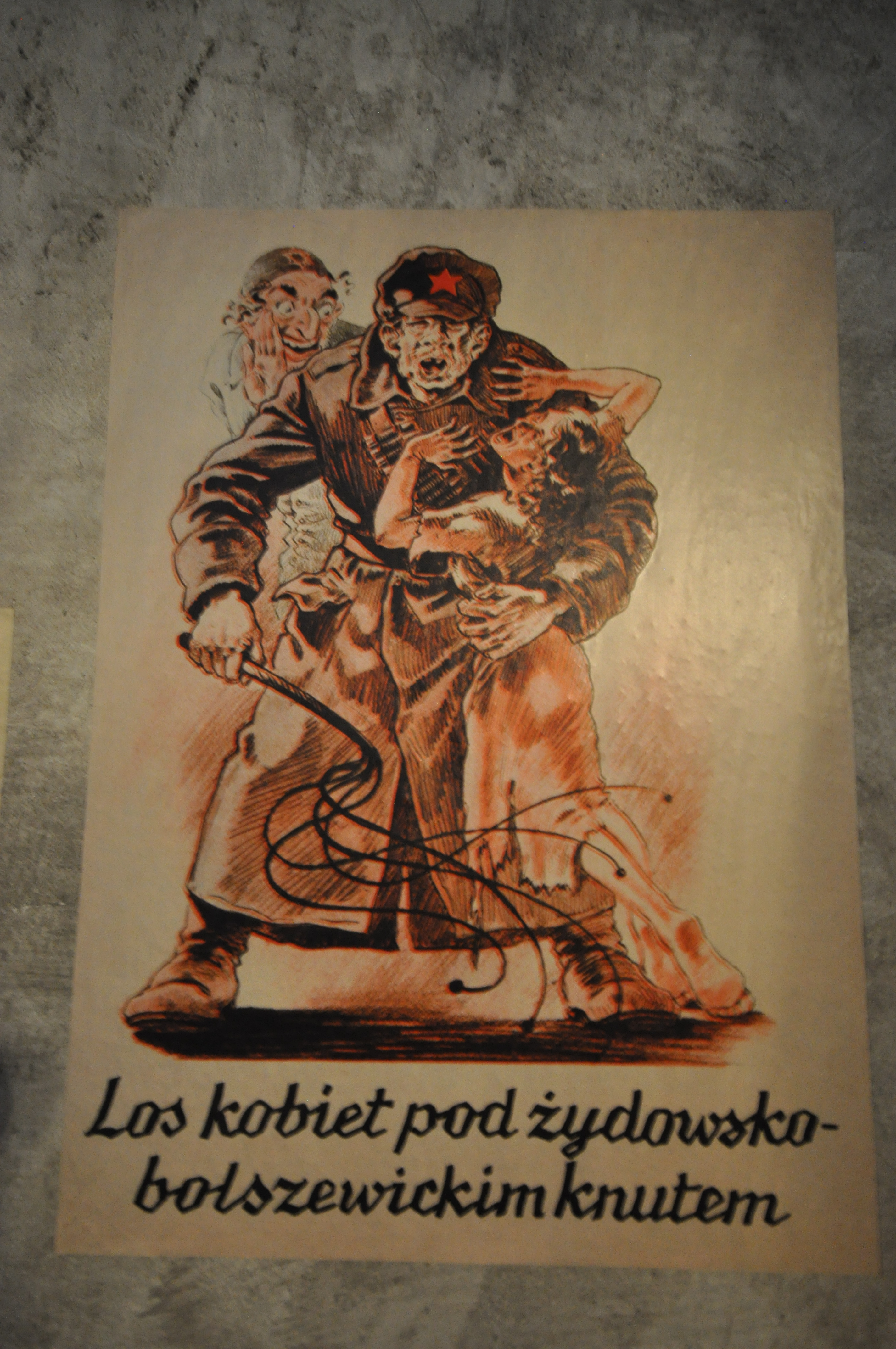
Affiche de propagande de l'Entente internationale anticommuniste

Pour les articles homonymes, voir EIA.
L'Entente internationale anticommuniste (aussi connue sous le nom de Ligue internationale anticommuniste, Entente internationale contre la IIIe Internationale, Ligue Aubert ou simplement EIA) est une organisation de propagande anti-IIIe Internationale fondée en 1924 par Théodore Aubert et George Lodygensky. Elle avait pour siège social Genève.
Cette organisation bourgeoise et conservatrice va essayer d'enrayer le communisme international notamment en collaborant avec des ligues conservatrices allemandes comme le Bund zum Schutz der abendländischen Kultut traduit par « lutte pour la protection de la culture occidentale » dès 1929, ou en se faisant financer indirectement par le gouvernement nazi, par exemple via une officine semi-privée (mais qui est en fait elle-même subventionnée par le gouvernement d'Hitler), l'Union allemande des comités anticommunistes, aussi appelée Antikomintern.
En Suisse, elle aura des liens étroits avec la ligue d'extrême droite fédération patriotique suisse qui était utilisée contre les grévistes notamment à partir de la grève générale suisse de 1918.

## Méthodes
Tout d'abord, l'EIA sera basée à Genève, ville d'origine de Théodore Aubert, et lieu stratégique pour une organisation à prétention internationale. En effet, Genève abrite la SDN, mais aussi d'autres organisations internationales qui partagent ce qu'on appelle « l’esprit de Genève ».
Dès sa création, l'EIA aura pour but de rassembler un maximum d'information sur l'organisation semi-secrète soviétique, l'internationale communiste et de créer des centres anti-bolcheviques nationaux, auxquels la ligue Aubert s’efforcera d'envoyer des informations. Le but est de s'assurer le soutien des parlementaires et que dans chaque parlement, il y ait des orateurs particulièrement bien renseignés et documentés pour intervenir dans les débats où l'action de l'internationale communiste est en jeu.
L'EIA aura également pour but de rallier à leur cause un maximum d'organisations patriotiques, comme l'atteste une rencontre avec Mussolini en 1924 et son rapprochement avec le national socialisme dès 1931.

## Financement
Pour faire tourner cette organisation internationale, l'EIA demandait 5 000 francs suisses par années à ses centres nationaux. Cependant et malgré son internationalisme, l'essentiel du financement provient de la Suisse, de Genève surtout ; il est assuré par des banques, des compagnies d'assurances et des industriels.
Vers 1935, l'EIA commence à être financée par l'Allemagne d'Hitler et plus encore par l'Italie fasciste, en effet, des archives mentionnent des versements italiens de l'ordre de 50 000 francs par année (90 000 pour l'année 1938).

## Pro-Deo
Elle va également servir les Églises chrétiennes en créant une commission officieuse, nommée « Pro-Deo », à la fin de l’année 1933. Pro-Deo est menée par trois hommes, George Lodygensky, orthodoxe et cofondateur de l'EIA, Jacques le Fort, un avocat protestant, et l'abbé Henri Carlier.
Cette (?) multiplicité des confessions chrétiennes s'inscrit dans la continuité de l'envie du pape Pie XI d'unir l'Église (peu clair) contre les persécutions religieuses soviétiques.
L’objectif principal affirmé de Pro-Deo est le soutien aux victimes des persécutions religieuses. Pourtant, tout au long de son existence, son aide n'a jamais été matérielle ou humanitaire. En effet, la commission n'a œuvré qu'à la propagande et au ralliement du maximum d’organisations religieuses contre le régime soviétique.
L'une de ses actions propagandistes a été l'exposition itinérante des sans-dieu, qui débute à Genève en 1934. Cette exposition ne sera pas un grand succès, elle n'aura quasiment aucun impact, puisqu'elle s'adresse à des convaincus. En effet, même si elle fait plus de 80 000 entrées en parcourant 19 villes de Suisse, la présence de communistes ou même de socialistes n'y est pas tolérée, comme le montre une rixe qui éclate lorsqu'une trentaine de personnes (communistes et socialistes) visitent l'exposition quelques jours avant sa fin à Genève.

## Fin des activités
Lorsque la seconde Guerre mondiale se prépare, et que l'on ne peut plus accuser l'URSS de vouloir une guerre pour détruire l'ordre social en Europe (puisque l'Allemagne et l'Italie sont en train de bafouer le traité de Versailles), la situation se complique pour l'EIA.
Dès 1939, les autorités suisses recrutent Théodore Aubert afin qu'il agisse conjointement avec le renseignement, notamment dans la surveillance des milieux de gauche afin d'éviter une seconde grève générale comme ce fut le cas au sortir de la guerre en 1918. Néanmoins, la situation est complètement différente et il n'y aura pas de mouvement social d'envergure à combattre.
En 1940 les communications internationales sont compliquées par la guerre et l'EIA cesse d'exercer à l'étranger. Dès 1944, les collusions entre EIA et régimes fascistes et nazis lui donneront très mauvaise réputation en Suisse.
Finalement, au sortir de la guerre, l'EIA n'a plus les moyens d'être le centre de l'anticommunisme et les U.S.A. reprendront pleinement le flambeau de l'organisation suisse.